# Heibao Auto

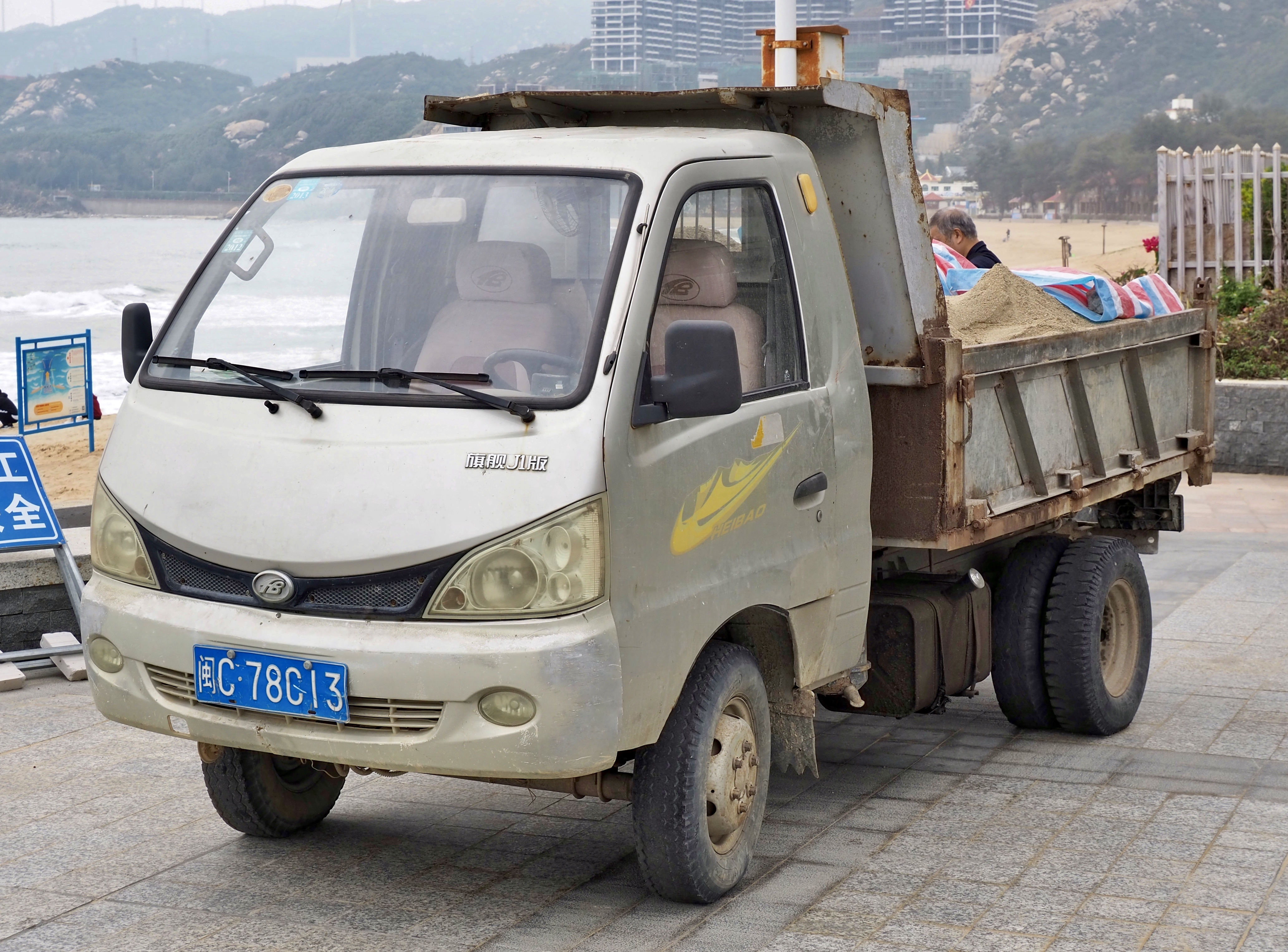
BAIC Heibao Q7

Heibao Auto (黑豹汽车; offiziell Shandong HIPO Group Co., Ltd.) ist ein Hersteller von Kraftfahrzeugen aus der Volksrepublik China.

## Beschreibung
Das Unternehmen hat seinen Sitz in Weihai. Es stellt seit 1990 Nutzfahrzeuge her. In der Vergangenheit wurden auch Personenkraftwagen gefertigt und unter der Marke Lubin verkauft. 1995 entstanden 200 Pkw vom Typ JLB 5010 bzw. SLB 7100 A. Dies war eine viertürige Limousine mit Stufenheck. 1999 stand ein Kleinwagen im Sortiment. Eine zweite Quelle bestätigt die Pkw-Produktion in diesem Zeitraum.